# Clarabella
"Clarabella" is een nummer van de Amerikaanse band The Jodimars. In november 1956 werd het nummer uitgebracht als single.

## Achtergrond
"Clarabella" is geschreven door Frank Pingatore. Het werd door The Jodimars uitgebracht als single, maar wist geen hitlijsten te behalen.
"Clarabella" werd vooral bekend nadat The Beatles het op 2 juli 1963 opnamen voor het BBC-radioprogramma Pop Go The Beatles. Op 16 juli werd dit programma uitgezonden. In 1994 verscheen deze versie op het album Live at the BBC. Een andere cover is afkomstig van Billy Preston, die het in 1965 speelde in een aflevering van het Amerikaanse televisieprogramma Shindig! Verder werd het in 2003 door The White Stripes gespeeld tijdens hun concerten.